# Saint-Ouen (stanice metra v Paříži)
Saint-Ouen je stanice pařížského metra na lince 14. Stanice se nachází severně od Paříže na hranicích měst Clichy a Saint-Ouen pod Boulevardem Victor-Hugo.

## Projekt
Prodloužení linky 14 ze stanice Saint-Lazare přes stanice Pont-Cardinet, Porte de Clichy a Saint-Ouen do Mairie de Saint-Ouen bylo původně plánováno na rok 2017. K otevření došlo až 14. prosince 2020.
Na stanici je možný přestup na linku RER C a hlavní vstup do stanice se nachází přímo u železniční stanice. Stanice má celkem sedm vstupů.

## Název
Provizorní název stanice upomínající jména obou měst a nádraží RER zněl Clichy – Saint-Ouen RER.